# The Hawk's Trail
The Hawk's Trail è un serial muto del 1919, diretto da W. S. Van Dyke; era diviso in quindici episodi ognuno dei quali della lunghezza di due rulli. King Baggot, protagonista del serial, vi interpreta nel corso della storia una decina di ruoli.
Non si conoscono copie ancora esistenti della pellicola che viene considerata presumibilmente perduta.

## Produzione
Il film fu prodotto dalla Burston Films Inc.

## Distribuzione
Distribuito dalla W.H. Productions Company, il serial uscì nelle sale statunitensi a scadenza settimanale a partire dal primo episodio che venne distribuito il 13 dicembre 1919.

### Episodi
1. False Faces (13 dicembre 1919)
2. The Superman (20 dicembre 1919)
3. Yellow Shadows (27 dicembre 1919)
4. Stained Hands  (3 gennaio 1920)
5. House of Fear (10 gennaio 1920)
6. Room Above (17 gennaio 1920)
7. The Bargain (24 gennaio 1920)
8. The Phantom Melody (31 gennaio 1920)
9. The Lure (7 febbraio 1920)
10. The Swoop (14 febbraio 1920)
11. One Fatal Step (21 febbraio 1920)
12. Tides That Tell (28 febbraio 1920)
13. Face to Face (6 marzo 1920)
14. The Substitute (13 marzo 1920)
15. The Showdown (20 marzo 1920)

Il serial fu distribuito anche in Finlandia (25 settembre 1922) e in Francia, con il titolo La Piste de l'épervier.